# Rågholmen (vid Älgö, Raseborg)
Rågholmen är en ö i Finland. Den ligger i Finska viken och i kommunen Raseborg i den ekonomiska regionen  Raseborg i landskapet Nyland, i den södra delen av landet. Ön ligger omkring 92 kilometer väster om Helsingfors.
Öns area är 4,6 hektar och dess största längd är 290 meter i nord-sydlig riktning.